# Colocleora umbrata
Colocleora umbrata là một loài bướm đêm trong họ Geometridae.